# Palhoça
Palhoça é um município brasileiro do estado de Santa Catarina. Faz parte da região metropolitana de Florianópolis, no litoral do estado, conurbando-se com o município de São José. Sua população, conforme as estimativas populacionais publicadas pelo IBGE para 2024, era de 245.477 habitantes, sendo o sétimo município mais populoso do estado.
Palhoça faz limite com as cidades de São José, ao norte, Santo Amaro da Imperatriz a oeste, e Paulo Lopes ao sul, sendo banhado pela baía sul da Ilha de Santa Catarina e o Oceano Atlântico.

## Etimologia
Palhoça é uma construção cuja cobertura é feita de palha, própria para o armazenamento da mandioca. É por isso que Palhoça, município litorâneo da Região Metropolitana de Florianópolis, recebeu esse nome. Caetano Silveira de Mattos, juntamente com seus homens, foi o construtor dessa habitação, em 1793.

## História

### Fundação e início da colonização
Em 31 de julho de 1793 o então governador João Alberto Miranda Ribeiro enviou o ofício nº 7 ao Conde Rezende, Vice-Rei do Brasil. Eis o ofício abaixo transcrito, considerado a "Certidão de Nascimento" de Palhoça.
- No. 7.—31 de Julho de 1793.

"Illmo. Exmo. Sr. — Não havendo nesta Ilha muitos sujeitos, ou falando com toda ingenuidade, não havendo nenhum que exceda a Caetano Silveira de Mattos, no meu conceito para os importantes fins a que o destino e de que já principiei a servir-me, julgo ser indispensável da minha obrigação pôr na respeitável presença de V. Exa. o seu mereciamento.
Este ornem é activo e Zeloso para o serviço, é muito trabalhador e bastantemente remediado, porque possui uns poucos de mil crusados: tem principiado um famoso estabelecimento no sertão digo no interior do sertão da Terra Firme, na estrada que vai para a villa de Lages, onde conserva bastante escravatura, e grandes derrubadas, para principiar as suas plantações.
Agora mesmo se acha actualmente empregado na factura de um armazém ou Palhoça, que mandei construir nos mattos da Terra Firme, para fazer um depósito de farinha, com que possa subsistir naquelle lagar, caso me seja na precisão de me retirar a ele, depois de fazer na Ilha toda a oposição que me for pocivel aos inimigos. Para aceitar desta comição não foi necessario mais, do que perceber a minha vontade, e seguro a V. Exa. que o acho com desposição de remover quaesquer dificuldade, empregando para as vencer, a sua pessoa, ou seus escravos e tudo quanto tem; queira V. Exa. ter a bondade de ponderar agora por um pouco, e tenho bastantes motivos para me persuadir, que será muito da grandeza de V. Exa. premeiar um vassalo de tão excellentes qualidade. Já tenho noticias que o meu antecessor tinha proposto á V. Exa. este homem para Capitão do forte de São Francisco Xavier da praia de fora desta villa, com a condição de que á sua custa reedificaria o dito forte, que se acha bastantemente arruinado.
Esta mesma graça é a que supplico novamente a V. Exa. pelos motivos que deixo referidos, maz quando aja nisto alguma contradição ao gosto de V. Exa. que prevalecer a tudo, occorre-me que V. Exa. o pode atender ainda, fazendo-o capitão da companhia da infantaria auxiliar da freguezia de S. José, que se acha vago porque João Marcos Vieira que o era, consta que pasara para a corte de Lisbôa onde se casou e estabeleceu. Desta fórma extremo senhor pode V. Exa. animar um homem, que virá a ser muito útil, ao real serviço, e que desde já o é principalmente nas circumstancias actuaes em que me acho; porque tendo aberto o caminho do sertão debaixo do melhor e mais judicioso Plano de defensa que se pode adotar a respeito desta Ilha, avendo uma absuluta precisão de promover a sua cultura e sendo esse homem o de maiores forças, que o pode intentar e que já o principiou ou fazendo, é muito digno de que V. Exa. o attenda; e eu só terei o merecimento de fazer com que V. Exa. o reconheça, para o premiar, deixando este premio de me constituir na maior obrigação a V. Exa.
Deus guarde a V. Exa. Venerador de N. Sa. do Desterro da Ilha de S. Catharina, ao 31 de Julho de 1793.
Com a assignatura do Sr. Governador, João Alberto de Miranda Ribeiro. Illmo. Exmo. Sr. Conde de Rezende, Vice Rei e Capitão-General de Mar e Terra do Estado do Brasil"
Observe-se que a real intenção do ofício era solicitar uma patente militar para Caetano Silveira de Mattos, que, conforme mapas da época, possuía uma fazenda a oeste do local onde foi construído o entreposto comercial. No entanto, pelo que se conhece, é este o primeiro documento que se refere a Palhoça.
É evidente que, antes de Caetano Silveira de Mattos, já havia construções rústicas construídas por pescadores como abrigo ou depósito. Mas, construção permanente, com escravos e intenção de comércio, só o entreposto comercial. No entanto, conforme coloca Wilson Francisco de Farias, se o estabelecimento do entreposto comercial " ocorreu, tudo indica que fracassou, pois até meados do século XIX, não há qualquer referência ao arraial de Palhoça, mas tão somente as comunidades de entorno".(Passa-vinte, Aririú, Barra do Aririú e Mirim)
Observe-se também que na relação de sesmarias doadas pelo governador da capitania no século XVIII, entre 1753 e 1800, no atual município de Palhoça, não consta o nome de Caetano Silveira de Matos como benfeitor, o que pode significar que sua fazenda (e sesmaria) se localizava no atual município de São José.

### Sesmarias
Sesmarias doadas pelo governador da capitania no atual município de Palhoça no século XVIII.
- De 1753 a 1800
- José Luiz Marinho - 2 de junho de 1753 - Cubatão - 1.400 braças ( 2.400 m)
- Miguel Gonçalves Leão - 22 de junho de 1759 - Embaú - 4.500 braças (6.200m)
- Manoel de Miranda Bittencourt - 11 de junho de 1759 - Cubatão - 750 braças. (1.200 m)
- José Luiz Marinho - 20 de agosto de 1774 - Aririú - 750 braças (1.200 m)
- Pedro da Silva Barros - 15 de março de 1781 - Massiambu - 400 braças (640 m)
- Matheus Caetano de Souza - 2 de dezembro de 1786 - Aririú - 750 braças (1.200 m)
- Manoel Garcia Pires Machado - 19 de agosto de 1788 - Enseada de Brito - 750 braças (1.200 m)
- João de Souza Bitencourt - 19 de fevereiro de 1789 - Cubatão - 400 braças (640 m.)
- Manoel Vieira Fernandes - 30 de setembro de 1790 - Cubatão - 950 braças (1.520 m)
- Manoel Soares Ferrão - 30 de maio de 1791 - Passovinte - 360 braças (576 m)
- Aleixo L. de Andrade - 30 de setembro de 1791 - Passovinte - 190 braças (304 m)
- José Rodrigues da Costa - 17 de janeiro de 1794 - Cubatão - 350 braças (560 m.)

Obs: A medida da sesmaria era feita sempre de frente para algum acidente geográfico: rio, mar, lagoa, etc. O fundo não era medido, donde, dependendo da localização, tinham fundo ilimitado.
Para todos os efeitos, no entanto, Caetano Silveira de Mattos foi considerado o fundador de Palhoça. 
É de se destacar que ele, conforme o ofício, já estava iniciando a plantação quando ele foi escrito. Isso quer dizer que as benfeitorias já existiam anteriormente à missiva.
- “Art. 1° - Fica desmembrada da paróquia de São José o distrito policial de Palhoça, para formar uma nova freguesia, sob a invocação do Senhor Bom Jesus de Nazaré.
- Art 2º - A nova freguesia terá por limites: Ao norte, o rio Imaroim até a divisa da freguesia de São Pedro de Alcântara; ao sul, o rio Cubatão até os limites da freguesia de Santo Amaro do Cubatão; a leste, o oceano; a oeste, as freguesias já mencionadas.
- Art. 3º - Servirá de Matriz a capela em construção, na sede da mesma freguesia.

Dado e passado no Palácio do Governo da Província de Santa Catarina, aos oito de novembro do ano de mil oitocentos e oitenta e dois. 
(Ass.) Antônio Gonçalves Chave, Presidente da Província. “ 
Em 1886, a Lei 1141, datada de 27 de setembro, transforma o distrito policial em Distrito de Paz. No entanto, ela não foi executada, por não ter sido feita a eleição recomendada. Só em 1891 é que ela se instalou através de uma segunda Lei, a de nº 44, de 29 de janeiro.

### Casas Iluminadas
Em 1928 as lâmpadas não obedeciam aos mesmos padrões de hoje, sua capacidade de luminosidade era marcada na lâmpada em "Velas" e a soma de três lâmpadas poderia ser 82 velas ou 73 velas. Uma lâmpada poderia ser 32 velas ou 25 velas. Não havia na lâmpada a especificação em Watt como as lâmpadas de hoje.
O sistema era simples, um livro com o nome de todos moradores, em ordem alfabética, que possuíam lâmpadas instaladas na suas casas, com as seguintes informações: Nome do contribuinte, quantidade de lâmpadas, soma total de velas, valor a ser pago, mês de cobrança e um campo para as observações.
No campo "observações" a pessoa encarregada pela cobrança anotava as alterações ocorridas e os casos especiais, como por exemplo: "Conserva só 2 lâmpadas acesas" ou "Diminuiu 15 velas paga 8$300" ou ainda se o morador incluir mais uma lâmpada "Mais 16 velas. Paga 17$100" 
Não havia medidor de energia, o consumo era cobrado pela soma de velas das lâmpadas. Predominava uma relação de honestidade e alta confiança entre a sociedade da época e a empresa fornecedora. O preço era de 1$000 (mil-réis)  para cada 10 velas, ou seja, uma lâmpada de 32 velas custava 3$200 mensais.
Somente as famílias mais abonadas e residentes nos locais onde passava a rede elétrica poderiam ter o privilégio de possuir lâmpadas em suas residências.
Não há registros de qualquer outro tipo de equipamento elétrico em 1928 nas residências em Palhoça. Em Maio 1929 a empresa "Baasch & Cia" foi a primeira casa comercial palhocense a instalar 2 lâmpadas num total de 41 velas, dando início à modernidade no comércio da cidade. Em 1931 Palhoça já possuía 50 casas com lâmpadas.

### Primeira escola
Em 3 de maio de  1870 o vice-presidente da província Dr. Manoel Vieira Tosta sancionou a lei nº 629 da Assembleia Legislativa, criando a primeira escola do sexo masculino na sede do arraial de Palhoça. A Escola foi inaugurada com a matrícula de 15 alunos. Durante seus primeiros vinte e sete anos o cargo de professor foi exercido por José Rodrigues Lopes. Em abril de 1897 José Rodrigues Lopes obteve sua aposentadoria, sendo José Lupércio  Lopes o professor sucessor.
Em 1918 Palhoça possuía 29 escolas estaduais com um total de 1138 alunos, assim distribuídas:
- Distrito Palhoça – 7
- Santo Amaro da Imperatriz – 7
- Santa Isabel – 6
- Enseada do Brito – 3
- Teresópolis – 3
- Santa Teresa – 2
- São Bonifácio – 1

Mais 10 escolas foram subvencionadas pelo município no mesmo ano, beneficiando 339 alunos. Em 17 de junho de 1920, o governador Hercílio Pedro da Luz baixou o decreto lei nº 3.190 criando as Escolas Reunidas de Palhoça. A escola reunida existente na sede do município foi em 19 de janeiro de 1927 elevada a categoria de grupo escolar pelo decreto nº 2.017 assinado por então governador Adolfo Konder. Em 1932, após a conclusão das obras do novo prédio, foi inaugurado o Grupo Escolar Professor Venceslau Bueno, sendo diretor o professor Guilherme Wiethorn Filho.

### Divisão político-administrativa
Conforme o Prof. José Lupércio Lopes (Palhoça: notícia estatístico descritiva, 1939, p. 15), o Município de Palhoça, em 1938, tinha uma área de 3.145 km² . Esta área foi aumentada para aproximadamente 4.770 km² com a anexação de Garopaba.
Do antigo Município de Palhoça surgiram, com o tempo, outros municípios que, por sua vez, deram origem ou não a outros novos. O quadro abaixo mostra essa evolução, assim como se explica as emancipações que aconteceram e de onde se originou cada município que fazia parte do território inicial de Palhoça. A fonte das gravuras e das explicações foram retiradas ou deduzidas do Atlas Escolar da Santa Catarina, 1991 e da obra do Prof. Lupércio Lopes.
Atualmente, Palhoça faz parte da Microrregião Geográfica de Florianópolis, juntamente com os municípios de Biguaçu, São José, Florianópolis, Governador Celso Ramos, Antônio Carlos, São Pedro de Alcântara, Santo Amaro da Imperatriz e Paulo Lopes. Essa Microrregião ocupa uma área de 2515 km² e seus municípios integrantes possuem características naturais e sócioeconômicas semelhantes.
Faz parte ainda, juntamente com os municípios de Águas Mornas, Alfredo Wagner, Angelina, Anitápolis, Antônio Carlos, Biguaçu, Canelinha, Florianópolis, Garopaba, Governador Celso Ramos, Leoberto Leal, Major Gercino, Nova Trento, Paulo Lopes, Rancho Queimado, Santo Amaro da Imperatriz, São Bonifácio, São João Batista, São José, São Pedro de Alcântara e Tijucas, da Associação dos Municípios da Grande Florianópolis.

### Distrito Enseada de Brito
Enseada de Brito, único distrito além da sede que sobrou da divisão do antigo território de Palhoça, foi fundada pelo vicentino Domingos Peixoto de Brito, em 1650, que ali ficou somente por dois anos, mas deixou seu nome ligado à povoação.
Ela foi elevada à categoria de Distrito Policial em 13 de abril de 1750 e à Freguesia em 13 de maio do mesmo ano.
Por muito tempo ficou isolada do restante do Município, havendo comunicação somente por mar. Apesar disto, já no início de sua colonização se destacou pela pesca e pela agricultura. Há mesmo relato da existência de vinhedos e fabricação de vinho na região. Durante o ápice do desenvolvimento palhocense, possuiu muitos engenhos de farinha e olarias, exportando, juntamente com o pescado e frutas, a maior parte de sua produção para Desterro.
Destaque deve ser feito para o fato de que Enseada foi uma das regiões onde primeiro se estabeleceram imigrantes açorianos.

### Primeira capela

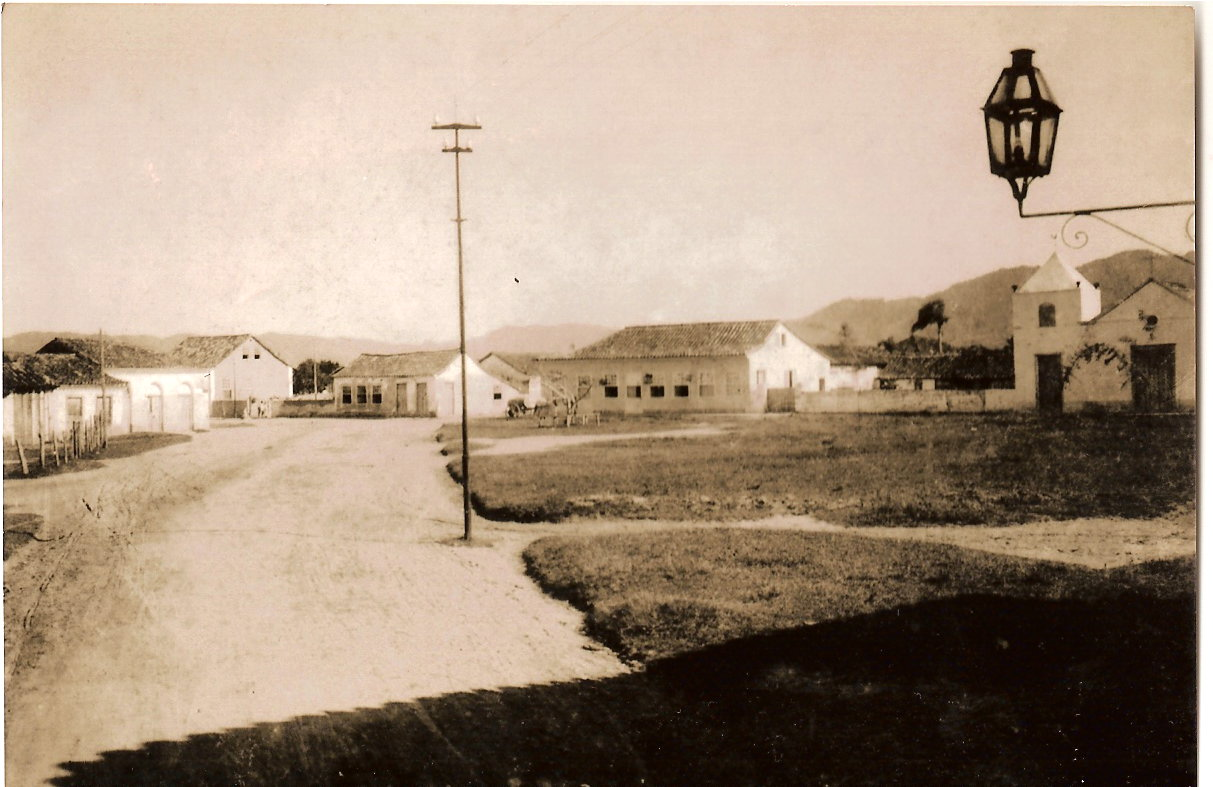
Praça 15 de Novembro em Palhoça 1928

A primeira capela de Palhoça foi edificada com invocação de Nossa Senhora do Parto. Na foto de 1928 observa-se a capela integrada ao pequeno centro comercial entorno da Praça 15 de Novembro, onde atualmente encontra-se o Jardim Governador Ivo Silveira.

### Divisão
O prefeito Ronério Heiderscheidt (PMDB), anunciou no dia 11 de março, uma proposta de dividir o município em dois. De acordo com a assessoria de imprensa, a emancipação da parte sul de Palhoça, onde ficam as praias, tem fins de investimento turístico.
Ainda de acordo com a assessoria, a proposta será encaminhada para uma audiência pública. Dos 150 mil habitantes de Palhoça, cerca de 30 mil habitam a região sul, que vai do Centro até a Baixada Maciambú, passando pelas praias do Sonho, Pinheira, Guarda do Embaú e Praia de Fora.

## Política

### Administração
- Prefeito: Eduardo Freccia (2021/2024)
- Vice-prefeito: Amaro José da Silva Junior
- Presidente da Câmara: ? (2021/2022)

### Polêmica nas eleições municipais de 2012
Nas eleições municipais para prefeito, em 2012, o candidato Ivon de Souza, apesar de ter vencido a votação popular, não pode assumir o cargo, pois teve o registro da candidatura indeferido, uma vez que não passou pela Convenção Municipal do PSDB. Logo, o TRE-SC diplomou o segundo lugar nas eleições, Camilo Martins (PSD) para assumir o cargo de prefeito no mandato 2013-2016. A decisão do Tribunal demorou meses para sair. Neste período de indefinição, a governança do município ficou a cargo do presidente da câmara de vereadores, Nirdo Luz (Pitanta).

## Geografia
Localizado na Grande Florianópolis, faz divisa com São José, São Pedro de Alcântara, Santo Amaro da Imperatriz e Paulo Lopes. As tradições são majoritariamente de origem açoriana. É a cidade que mais cresce na Grande Florianópolis.
Palhoça possui ainda um dos maiores mangues da América do Sul. O município possui um litoral bem recortado e cheio de belezas naturais, propício para o desenvolvimento de turismo na alta temporada de verão, entre os meses de dezembro e fevereiro.
Os principais destinos turísticos são a Praia do Sonho, Ponta do Papagaio, Praia da Pinheira e a Praia da Guarda do Embaú - sendo essa última conhecida nacionalmente pela pratica do surfe e eleita várias vezes entre as 10 praias mais bonitas do Brasil.

### Principais vias públicas
Imagem Centro Palhoça - Vias Públicas
Centro
- Avenida Barão do Rio Branco
- Avenida Pref. Nelson Martins
- Rua Caetano Silveira de Matos
- Rua Cap. Augusto Vidal
- Rua João Born
- Rua José Alfredo de Brum
- Rua José Maria da Luz
- Rua Pref. Ari Wagner
- Rua Ten. Francisco Lehmkhul
- Rua Ver Osvaldo de Oliveira

Ponte do Imaruim
- Avenida Aniceto Zacchi
- Avenida Elza Lucchi
- Rua Antônio Vieira
- Rua João Febronio de Oliveira
- Rua 31 de Março

Passa Vinte
- Rua Prefeito Reinoldo Alves
- Rua Guaruja
- Avenida Claudio Zacchi
- Avenida Hilza Terezinha Pagani

Caminho Novo
- Rua Germano Spricigo
- Rua Padre João Batista Réus

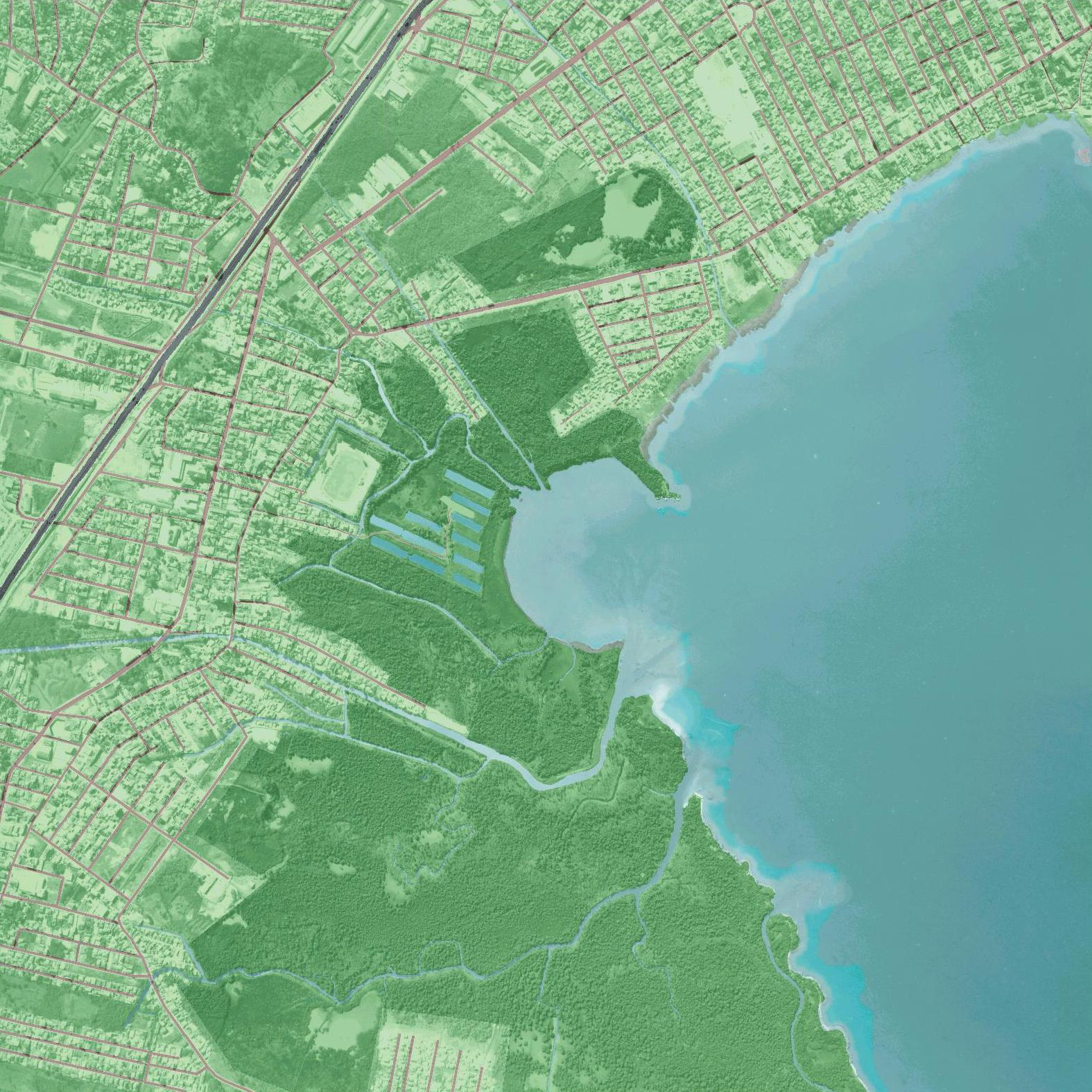
Mosaico Imagem Palhoça 2005 - Wandir M Scharf

A principal via de acesso ao vizinho município de São José que faz divisa com a capital (Florianópolis) é a rodovia BR-101. É via de passagem de praticamente toda a carga que transita pela orla litorânea, entre o estado do Rio Grande do Sul e o restante do país.

## Cultura

### Biblioteca Pública Municipal Guilherme Wiethorn Filho
A Biblioteca Pública de Palhoça foi inaugurada em 1973, contando com mais de 13 mil itens em seu acervo, há livros de autores palhocenses e catarinenses, best-sellers, livros de temáticas diversas, acervo infantil, revistinhas em quadrinhos e periódicos. 
Atualmente está temporariamente instalada na Faculdade Municipal de Palhoça, no aguardo pela reforma e adequação da Casa da Cultura - antes Paço Municipal - para futura mudança para o local. 

## Palhocenses ilustres
- Egon Schaden, antropólogo
- Eli Heil, artista plástica
- Ivo Silveira, ex-governador de Santa Catarina
- Ricardinho dos Santos, surfista (assassinado na praia de Guarda do Embaú)